# Кребек
Кребек (нем. Krebeck) — община в Германии, в земле Нижняя Саксония.
Входит в состав района Гёттинген. Подчиняется управлению Гибольдехаузен. Население составляет 1126 человек (на 31 декабря 2010 года). Занимает площадь 12,27 км².
| Год  | Население |
| ---- | --------- |
| 1990 | 1035      |
| 1995 | 1136      |
| 2000 | 1154      |
| 2005 | 1145      |
| 2010 | 1124      |